# Kókkini
Kókkini är en strand i Grekland.   Den ligger i regionen Sydegeiska öarna, i den sydöstra delen av landet, 240 km sydost om huvudstaden Aten. Kókkini ligger på ön Santorini.